# Wilhelm Kraft (Politiker, 1884)

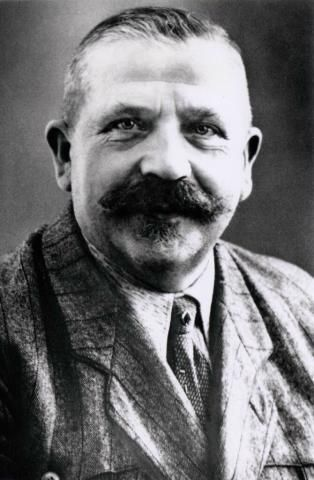
Wilhelm Kraft (1884–1945)

Wilhelm Kraft (* 28. Oktober 1884 in Breitenstein, Kreis Sangerhausen; † 8. Mai 1945 für tot erklärt) war 1919 bis 1932 Gemeindevorsteher (Bürgermeister) in der damals selbstständigen Gemeinde Haßlinghausen im Ennepe-Ruhr-Kreis. Wegen seiner politischen Haltung wurde er 1934 zu einer Haftstrafe verurteilt, kam nach einer erneuten Verhaftung 1944 ins KZ Sachsenhausen und wurde nach einem Zeitzeugenbericht 1945 auf einem Todesmarsch erschossen.
Das Andenken an Wilhelm Kraft wird heute in Sprockhövel, in das Haßlinghausen 1970 eingemeindet wurde, durch eine nach ihm benannte Straße und seit Anfang 2006 durch die Umbenennung der Gesamtschule des Ennepe-Ruhr-Kreises in Wilhelm-Kraft-Gesamtschule des Ennepe-Ruhr-Kreises geehrt.

## Leben

### Persönliches
Wilhelm Kraft wurde als Heinrich Wilhelm Kraft am 28. Oktober 1884 in Breitenstein, Kreis Sangerhausen, geboren.
Als 20-Jähriger trat er der Sozialdemokratischen Partei Deutschlands (SPD) bei.
1907 heiratete Wilhelm Kraft Franziska von Reth im hessischen Immenhausen, Kreis Hofgeismar. Beide hatten zusammen vier Kinder.
1908 übersiedelte Wilhelm Kraft nach Haßlinghausen, das damals noch eine selbstständige Gemeinde war. Dort wurde im selben Jahr der erste Sohn Wilhelm geboren. Wilhelm Kraft selbst fand als Glashüttenarbeiter Beschäftigung. Die Haßlinghauser Glashütte gehörte mit über 100 Mitarbeitern zu den Großbetrieben im Kreis Schwelm und war nach Schließung der Zeche Deutschland 1925 jahrzehntelang der größte Betrieb im Amt Haßlinghausen.
Den Aufzeichnungen der Kraft-Tochter Grete Roland zufolge wurde Wilhelm Kraft als aktiver Gewerkschafter nach einem Streik auf der Glashütte entlassen. Der Vater von mittlerweile drei Kindern fand – der Zeitpunkt ist nicht mehr exakt zu ermitteln – spätestens zu Beginn der 20er-Jahre eine Anstellung als Filialleiter der Konsum-Genossenschaft „Vorwärts“ in Haßlinghausen.

### Bürgermeister in Haßlinghausen
Für einen Zugewanderten außerordentlich schnell beteiligte sich Wilhelm Kraft aktiv am politischen Leben in seiner Gemeinde:
- Seit 1910 war der Glasschleifer als Gemeindeverordneter (einer Art Ratsherr) der Gemeinde Haßlinghausen tätig.
- Ab 1919 war Wilhelm Kraft Gemeindevorsteher, etwa unserem heutigen Bürgermeisteramt entsprechend; er blieb Gemeindevorsteher bis zu seinem Rücktritt 1932.
- Ab 1921 gehörte Kraft zu den (ehrenamtlichen) Beigeordneten des Amtes Haßlinghausen und zu den Vertretern der SPD im Schwelmer Kreistag.

Am 2. Februar 1932 erklärt Wilhelm Kraft seinen Rücktritt vom Amt des Gemeindevorstehers. Diese Stelle bleibt daraufhin bis 1933 vakant.

### Leben und Verfolgung in der Zeit des Nationalsozialismus
Nach der Machtübernahme Hitlers in Berlin 1933 gelang es auch der örtlichen NSDAP, Haßlinghausen „gleichzuschalten“: Wilhelm Kraft wurde unverzüglich von seinen Ämtern beurlaubt und durch NSDAP-Mandatsträger bzw. willfährige Bürger ersetzt.
Für die Familie Kraft brach nun eine schwere Zeit an. Der bekannte Sozialdemokrat mit dem hohen Ansehen in der Bevölkerung war der Führungsschicht ein Dorn im Auge.
Die Konsumgenossenschaft, mittlerweile als „Bergische Lebensmittel GmbH“ entpolitisiert und regimetreu, entließ ihren Haßlinghauser Filialleiter. Am 8. Juni 1934 wurde Krafts Sohn Karl, inzwischen selbst Familienvater, verhaftet, am 25. Juni Wilhelm Kraft selbst. Vater und Sohn saßen zunächst im Gerichtsgefängnis Dortmund ein. Beschuldigt wurden sie, „das hochverräterische Unternehmen, die Verfassung des Deutschen Reiches mit Gewalt zu ändern, vorbereitet zu haben.“ Am 16. März 1935 begann der Prozess, geführt von der Generalstaatsanwaltschaft Hamm. Gemeinsam mit Wilhelm und Karl Kraft wurden 44 Männer und Frauen aus Düsseldorf, Linderhausen, Gevelsberg und Haßlinghausen des Hochverrats angeklagt. Überwiegend als Mitglieder der verbotenen KPD hatten sie Flugblätter gedruckt und verteilt, die sich unter anderem gegen Lohnabbau und für unabhängige Gewerkschaften aussprachen und vor allem zum „Massenkampf gegen den Faschismus“ aufriefen.
Wilhelm Kraft hatte zugegeben, 50 Pfennig für die KPD gespendet und „auch einmal die KPD-Zeitung Freiheit für 10 oder 20 Pfennig gekauft zu haben“. Nach Aussagen seiner Tochter war die Geldspende zur Unterstützung für die Familien inhaftierter KPD-Mitglieder vorgesehen. Es reichte aus, Wilhelm Kraft für ein Jahr und 8 Monate hinter Zuchthaus-Gitter zu bringen.
1936 kehrte er nach Haßlinghausen zurück. Ein eigenes Gewerbe anzumelden, wurde ihm untersagt, ebenso die Erlaubnis, den Führerschein zu machen. Gemeinsam mit Alma Löhken, seiner früheren Stellvertreterin aus dem Konsum und unter deren Namen gründete Wilhelm Kraft ein Lebensmittel-Auslieferungsgeschäft in den ehemaligen Konsum-Räumen am Wechtenbruch, später an der Gevelsberger Mittelstraße. Die Fahrten machte Wilhelm Kraft mit einem motorisierten Dreirad, für das er keinen Führerschein benötigte.
Er hätte es besser haben können: Seine Tochter Grete berichtete, dem Vater sei mehrfach die NSDAP-Mitgliedschaft angetragen worden. Mit einem so beliebten und bekannten „Überläufer“ hätten die Nazis an Ansehen und Rückhalt in der Bevölkerung gewonnen und den Prestigegewinn auch entsprechend honoriert. Wilhelm Kraft lehnte dies stets ab; auch das Zuchthaus hatte ihn nicht gebeugt. Ein ehemaliger Hitler-Junge erinnert sich noch 1995 daran, dass Wilhelm Kraft das Vorbeimarschieren des militärischen Nachwuchses mit der gereckten Faust kommentierte, dem alten Gruß der Arbeiterbewegung.
Als dem Attentat auf Hitler am 20. Juli 1944 eine Verhaftungswelle im Rahmen der Aktion Gewitter folgte, wurde der unbotmäßige Sozialdemokrat, mittlerweile 60 Jahre alt, erneut verhaftet und mit ihm einige andere ehemalige Kreis- und Gemeindevertreter der SPD und KPD aus dem Ennepe-Ruhr-Kreis. Seiner Familie konnte Kraft nun kein Lebenszeichen mehr zukommen lassen.
Der Gevelsberger Erwin Schweinsberg berichtete später von seiner Begegnung mit Wilhelm Kraft im Konzentrationslager (KZ) Sachsenhausen bei Berlin. Kraft war also dort inhaftiert. Und schriftliche Quellen belegen, dass er dort im Januar 1945 in der Krankenstation war.
Vor der anrückenden Front im Frühjahr 1945 wurde das Lager teilweise geräumt. Ab dem 20. April trieb die SS die entkräfteten Häftlinge in einem Todesmarsch vor sich her. „Im Wald von Bele“, so erinnerte sich Schweinsberg, „wurden Hunderte von Kranke, die nicht mehr weiterkonnten, erschossen. Auf diese Weise sind die beiden SPD-Genossen Peter Alfs aus Milspe und Wilhelm Kraft aus Haßlinghausen ums Leben gekommen.“
Da Wilhelm Krafts Ermordung nur durch den Zeitzeugen aus Gevelsberg belegt ist, wurde er wie viele andere auch, über die es keine schriftlichen Aufzeichnungen gibt, nachträglich zum Tag des Kriegsendes, dem 8. Mai 1945, für tot erklärt.

## Würdigung

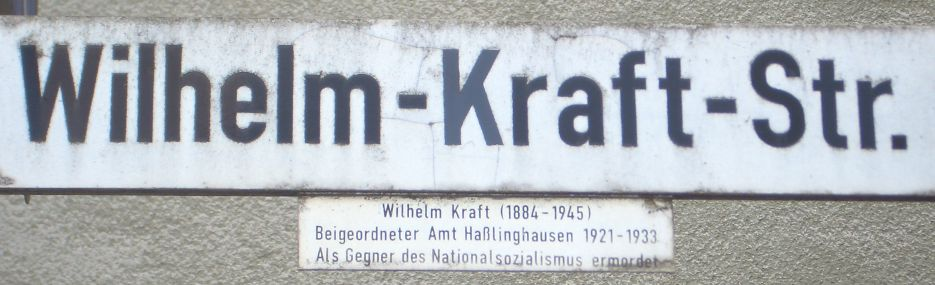
Straßenschild der Wilhelm-Kraft-Straße in Sprockhövel-Haßlinghausen

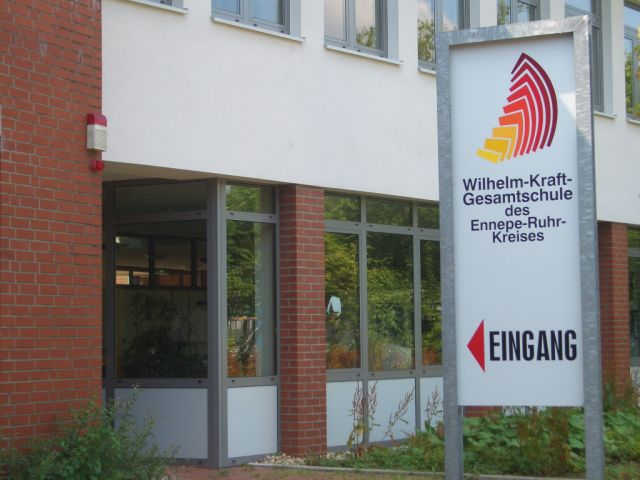
Schild vor dem Eingang der Wilhelm-Kraft-Gesamtschule

Am 23. Juni 1951 wurde im Sitzungssaal des Haßlinghauser Amtshauses im Auftrage der Amtsversammlung Haßlinghausen (zugehörige Gemeinden: Haßlinghausen, Hiddinghausen, Gennebreck, Linderhausen) ein Foto von Wilhelm Kraft angebracht. Dazu gab die Amtsversammlung einstimmig am 4. Juni 1951 zu Protokoll:

„[…] seine Rechtschaffenheit, sein gerader Sinn und seine politische Haltung erwarben ihm als Gemeinde- und Amtsvertreter bis 1933 vollstes Vertrauen aller Parteilen, auch aller Amtseinwohner. Möge er uns und kommenden Generationen als leuchtendes Beispiel gelten.“

Die Begründung für diesen Beschluss und auch die Benennung einer Straße nach Wilhelm Kraft liegen wohl nicht zuletzt in den folgenden Umständen:
- Wilhelm Kraft war ein sehr beliebter Bürgermeister gewesen, das ist sogar heute (2022) noch von den alten Leuten zu erfahren.
- Zwei seiner Kinder saßen im Gemeinderat und sein Sohn war in den 1960er-Jahren Bürgermeister.
- Außerdem hatte die SPD in Haßlinghausen eine satte Mehrheit und die Haßlinghauser SPD war damals proletarisch/links geprägt.
- Es saßen auch noch Kommunisten in der Amtsvertretung, die im Widerstand mit Kraft kooperiert hatten.

Die Wilhelm-Kraft-Straße ist wohl in den 1960er-Jahren entstanden. Die Wohnbebauung im Bereich dieser Straße setzte in dieser Zeit ein.
Die Gesamtschule des Ennepe-Ruhr-Kreises trägt seit dem 1. Januar 2006 den Namen „Wilhelm-Kraft-Gesamtschule des Ennepe-Ruhr-Kreises“. Dies beschloss der Kreisausschuss des Ennepe-Ruhr-Kreises auf seiner letzten Sitzung im Jahr 2005.